# Стерпу, Виктор
Виктор Стерпу (род. 14 июня 1999) — молдавский дзюдоист, чемпион Европы 2020 года. Выступает в лёгкой весовой категории (до 73 кг). Призёр Кубка Европы среди кадетов 2016 года. Победитель и призёр розыгрышей Кубка Европы среди юниоров. Чемпион Европы среди юниоров 2019 года. Бронзовый призёр чемпионата мира среди юниоров 2019 года. Чемпион Европы среди молодёжи 2020 года.
На чемпионате Европы 2020 года в Праге в финале победил представителя Грузии Лашу Шавдатуашвили и завоевал золото чемпионата. Стерпу стал первым молдавским дзюдоистом, завоевавшим титул чемпиона Европы по дзюдо.